# Чемпионат мира по шоссейным велогонкам 1982
Чемпионат мира по шоссейным велогонкам 1982 года проходил 1, 4 и 5 сентября в Гудвуде, Великобритания.

## Призёры
| Велогонка     | Золото                                                                                   | Золото   | Серебро                                                                       | Серебро | Бронза                                                          | Бронза |
| ------------- | ---------------------------------------------------------------------------------------- | -------- | ----------------------------------------------------------------------------- | ------- | --------------------------------------------------------------- | ------ |
| Мужчины       |                                                                                          |          |                                                                               |         |                                                                 |        |
| Профессионалы | Джузеппе Саронни · Италия                                                                | 6ч42’22" | Грег Лемонд · США                                                             | +0’05"  | Шон Келли · Ирландия                                            | +0’07" |
| Любители      | Бернд Дроган · ГДР                                                                       |          | Франсис Вермаэлен · Бельгия                                                   |         | Юрг Бруггман · Швейцария                                        |        |
| Команды       | Нидерланды · Фритс ван Биндсберген · Мартинус Дукрот · Геррит Соллевелд · Герард Скиппер |          | Швейцария · Даниэль Эггли · Альфред Ахерман · Рихард Тринклер · Урс Циммерман |         | СССР · Юрий Каширин · Олег Логвин · Олег Чужда · Сергей Воронин |        |
| Женщины       |                                                                                          |          |                                                                               |         |                                                                 |        |
|               | Мэнди Джонс · Великобритания                                                             | 1ч13’00" | Мария Канинс · Италия                                                         | +0’10"  | Герда Сиренс · Бельгия                                          | +0’10" |